# Shaggy Rogers
Norville "Shaggy" Rogers lik je iz serije serijala i filmova Scooby Doo. Najbolji mu je prijatelj Scooby Doo. Voli jesti i strašljiv je. Najstariji je u grupi. Nosi zelenu majicu, crvene hlače i crne cipele. Ima smeđu kosu. Kao i ostali iz ekipe živi u gradu Coolsvilleu. 
U izvornoj inačici glas su mu posuđivali Casey Kasem (1969. – 1997.; 2002. – 2009.), Billy West (1998.), Scott Innes (1999. – 2009.), Marc Silk (???), Matthew Lillard (2004. – 2005., 2010. – danas), Seth Green (2005.), Scott Menville (2006. – 2008.), Will Forte (2020.) i Iain Armitage (2020.), a u hrvatskoj sinkronizaciji Ranko Tihomirović (1995. – 1997.), Dražen Bratulić (1999. – 2002., 2005. – 2006., 2020.) i Marko Torjanac (2005. – 2006.). Često govori zoinks!, što je u Hrvatskoj prevedeno kao jajks! (kada mu glas daje Dražen Bratulić) i kao frnjokla mu! ili frnjoklića mu! (kada mu glas daje Marko Torjanac). 
U igranim filmovima glumili su ga Matthew Lillard i Nick Palatas.

## Obitelj
- g. i gđa Samuel Chastain Rogers: Shaggyjevi roditelji
- Maggie Rogers: Shaggyjeva sestra
- Gaggy Rogers: Shaggyjev stric
- ujak Shagworthy: Shaggyjev bogati ujak
- teta Vivian: Shaggyjeva teta
- ujak Albert: Shaggyjev ujak

## Zaljubljivanja
- Crystal: U animiranom filmu Scooby Doo i napadači iz svemira zaljubljuje se u nju i nakon što sazna da je vanzemaljka i ona otiđe, on pati.